# Дуэт

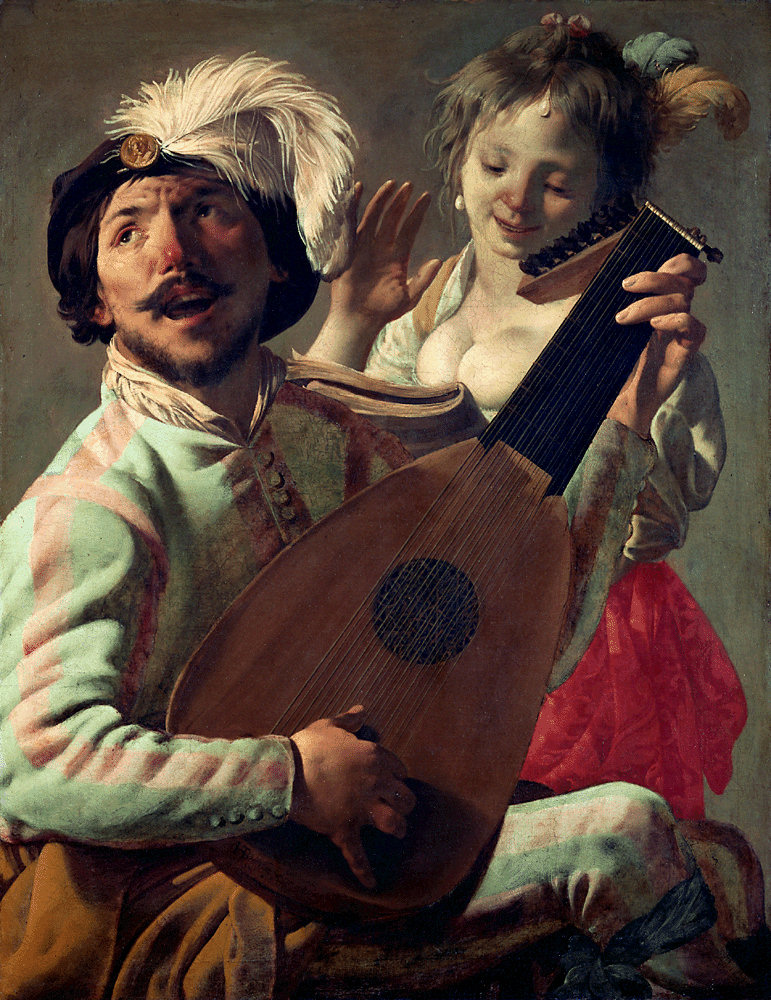
Х. Тербрюгген, Дуэт, 1628 год, Париж, Лувр

Дуэ́т (итал. Duetto — двойка, уменьшительное от итал. duo) — музыкальное сочинение для двух инструментов или двух голосов с инструментальным сопровождением.
Дуэт небольших размеров — дуэттино, его изобретателем считается Паоло Квалиотти (начало XVII столетия).

## История
На окончание XIX столетия дуэт преимущественно вокальная пьеса для двух однородных или разнородных голосов с сопровождением одного или нескольких инструментов. Каждая партия дуэта самостоятельна.
Каждая голосовая партия дуэта имеет самостоятельный характер. Форма инструментального дуэта обширнее, вокального — более простая. Вокальный дуэт пишется как самостоятельный концертный номер или входит в состав вокально-инструментального сочинения, например оперы.
Дуэтом также считается любой артистический коллектив из двух человек: дуэт певцов, музыкантов, танцоров, актёров театра или кино. В переносном смысле дуэтом может называться любой коллектив из двух человек, имеющий общую деятельность (например, дуэт футбольных нападающих).